# Étang de Vaccarès

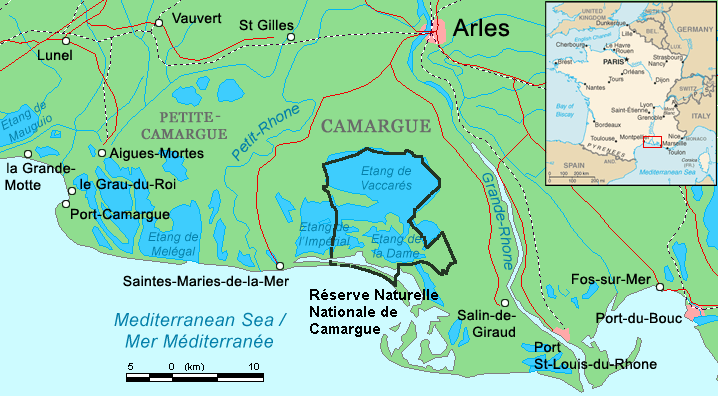
Lage des Étang de Vaccarès

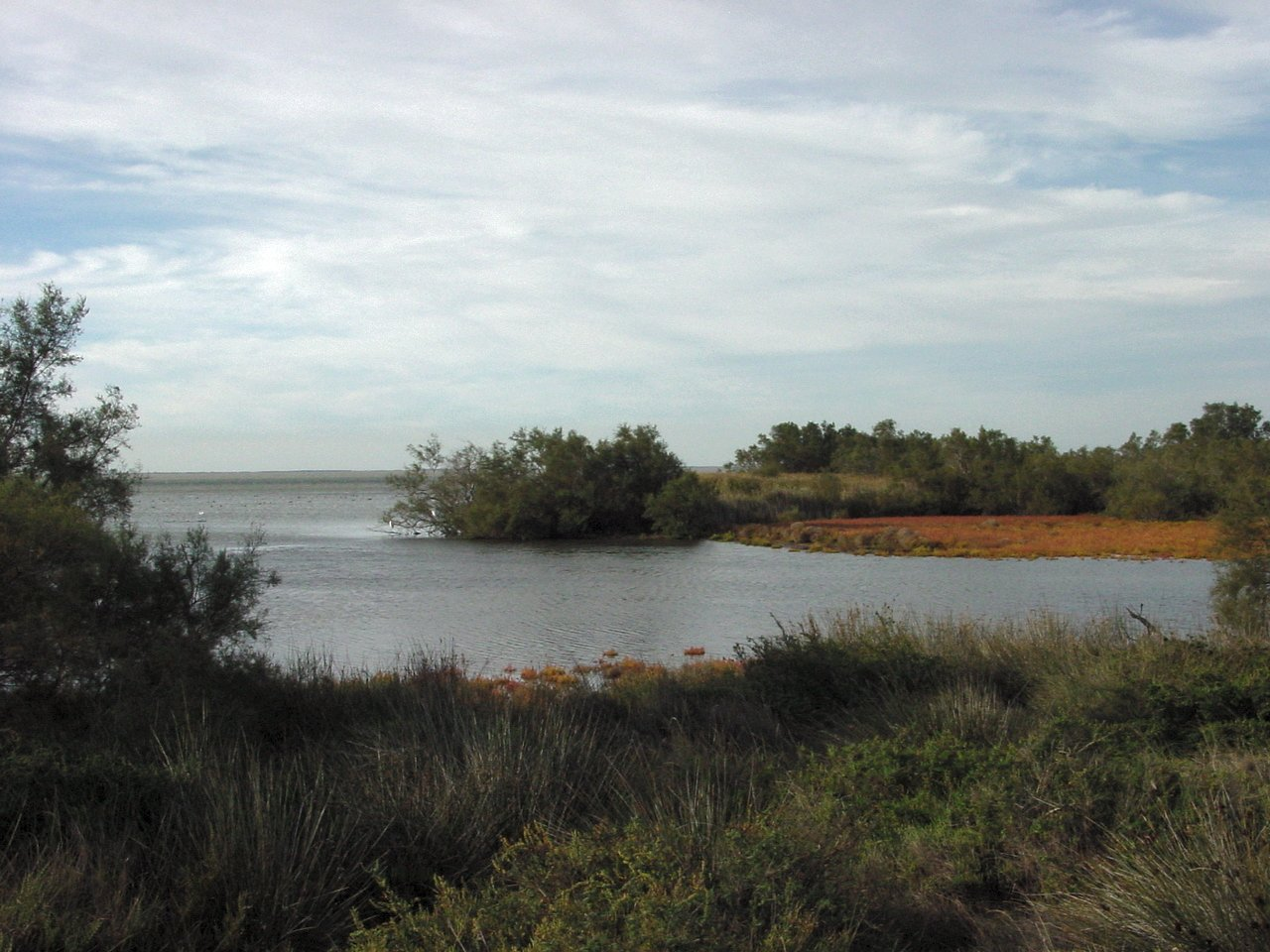
Am Ufer des Étang de Vaccarès

Der Étang de Vaccarès ist ein flacher salziger Strandsee im Zentrum der südfranzösischen Landschaft Camargue. Seine Größe (etwa 6500 Hektar) und Tiefe (durchschnittlich 50 Zentimeter, selten mehr als 2 Meter) schwanken in Abhängigkeit vom Wetterverlauf.
Der See bietet vielen Zugvögeln Lebensraum und Nahrung und beherbergt auch die für die Camargue charakteristischen Rosaflamingos. Seit 1927 ist er Teil eines 13.117 Hektar großen Naturschutzgebiets (frz. Réserve nationale de Camargue), das seinerseits seit 1970 in einem nahezu die gesamte Camargue umfassenden Landschaftsschutzgebiet liegt.
Das Seeufer soll dem Volksglauben nach Aufenthaltsort der sagenhaften bête du Vaccarès, eines panähnlichen Mischwesens aus Mensch und Ziege, gewesen sein. Dieser mythologische Hintergrund bildete die Grundlage einer 1926 in einer provenzalisch-französischen Ausgabe erschienenen Erzählung (provenzalisch La Bèstio dóu Vacarés, französisch La bête du Vaccarès) des provenzalischen Dichters Joseph d’Arbaud.
Koordinaten: 43° 32′ N, 4° 35′ O